# Мельниченко, Сергей Сергеевич
Сергей Сергеевич Мельниченко (род. 24 июня 1947, Киев) — советский самбист и дзюдоист, чемпион СССР по самбо, призёр чемпионата СССР по дзюдо, чемпион и призёр чемпионатов Европы по дзюдо, Заслуженный мастер спорта СССР. Выступал за клуб «Динамо» (Киев). Член сборной команды страны в 1972—1974 годах. Живёт в Германии.

## Спортивные результаты
- Чемпионат СССР по самбо 1969 года — ;
- Чемпионат СССР по самбо 1972 года — ;
- Чемпионат СССР по дзюдо 1973 года — ;